# Маклейн, Доналд
Доналд Дуарт Маклейн (англ. Donald Duart Maclean, также Дональд Дональдович Маклейн, первоначально в СССР жил под вымышленным именем Марк Петрович Фрейзер, оперативный псевдоним «Гомер»; 25 мая 1913 года, Марилебон, Лондон — 7 марта 1983 года, Москва) — британский дипломат, бывший также агентом советской разведки.
Член Коммунистической партии Великобритании с 1932 года. Член КПСС с 1956 года. Доктор исторических наук.

## Биография
Доналд Дуарт Маклейн родился 25 мая 1913 года в семье Доналда Маклейна (1864—1932) — видного британского политического деятеля от либеральной партии, министра просвещения Англии в 1931—1932 годах.
В 1931—1933 годах учился на факультете современных языков в колледже Тринити-Холл Кэмбриджа.
В 1933—1934 годах учился в Лондонском университете. Специалист по Франции и Германии.
С августа 1934 года при посредстве своего студенческого приятеля Кима Филби начал сотрудничать с советской разведкой, объяснял своё решение осознанием нараставшей угрозы фашизма.
После окончания учёбы в университете ему было настоятельно рекомендовано выйти из компартии и устроиться на службу в Форин-офис.
С 1934 года Маклейн состоял на дипломатической службе. Его связником в конце 1930-х годов до перевода в Париж была Китти Харрис. В 1938 году Маклейн был назначен секретарём британского посольства в Париже.
В 1939 году во время работы в Париже познакомился с американкой Мелиндой Марлинг, на которой женился 10 июня 1940 года.
В 1940 году после эвакуации посольства Маклейн был переведён из Парижа на должность секретаря посольства в Вашингтон. Он также руководил совместным комитетом по ядерным исследованиям и получил доступ к документам американской атомной программы. В 1941 году советский перебежчик Вальтер Кривицкий сообщил английской разведке о существовании «крота». В его показаниях теоретически можно было опознать Маклейна. В 1944 году Маклейн был назначен первым секретарём английского посольства в Вашингтоне. С 1948 года Маклейн работал советником посольства в Каире. В 1950 году он получил повышение до руководителя Американского департамента Форин-офис. Имел доступ к секретной информации по ядерной программе.
В 1951 году Ким Филби предупредил Маклейна, что его и Бёрджесса раскрыли (Проект «Венона»). Маклейн и Бёрджесс были нелегально переправлены в СССР. По распоряжению главы МГБ С. Д. Игнатьева «в целях безопасности» они были отправлены в закрытый для посещения иностранцев город Куйбышев под именами Марка Петровича Фрезера (Маклейна) и Джима Андреевича Элиота (Бёрджесс). Маклейн стал работать преподавателем английского языка в местном пединституте.
28 июля 1952 года Марк Петрович написал заявление с просьбой зачислить его в штат вуза в качестве преподавателя английского языка. Он считал, что «русские люди должны знать английский язык, так как предстоящая мировая революция должна была завершиться по-английски».
C лета 1955 года Маклейн проживал в Москве. С того же года работал в журнале «Международная жизнь», писал под псевдонимом С. Модзаевский.
По свидетельству Людмилы Чёрной, первые годы жизни в СССР Маклейн злоупотреблял алкоголем, однако спустя несколько лет сумел полностью преодолеть этот порок.
С 1961 года до своей кончины Маклейн работал в Институте мировой экономики и международных отношений АН СССР. Им было подготовлено несколько крупных работ по различным проблемам международных отношений. За монографию «Внешняя политика Англии после Суэца», опубликованную в СССР, а также в Англии и США, ему была присвоена учёная степень доктора исторических наук. В 1969 году Маклейн защитил диссертацию на тему «Проблемы внешней политики Англии на современном этапе».
Последние годы жизни Маклейн болел раком.
В 1983 году Доналд Маклейн умер от сердечного приступа. Позднее урна с его прахом была отправлена на родину, где хранилась в семейном склепе до 1985 года, когда сын Маклейна Доналд перевёз её в США к месту проживания семьи.

## Оценка вклада
За годы сотрудничества с советской внешней разведкой Маклейн передал ей большое количество совершенно секретных документальных материалов, в том числе шифрованную переписку МИД Англии со своими посольствами за границей, протоколы заседаний кабинета министров, планы США и Великобритании по вопросам использования атомной энергии в военных целях. Его информация по этой проблематике была получена в сентябре 1941 года и сыграла важную роль в развертывании аналогичных работ по созданию атомного оружия в СССР.